# 日向国
日向国（ひゅうがのくに、ひむかのくに、旧字体：日向國）は、かつて日本の地方行政区分だった令制国の一つ。律令制成立当初は西海道に属し、現在の南九州広域に渡っていたが、後に唱更国、大隅国が分立。現在の宮崎県部分にあたる。

## 「日向」の由来
文献上で一番時期が古い日向国の名称は、初代神武天皇（かむ やまと いわれびこ）が日向国の吾田村の吾平津媛を妃にしたという逸話に現れる。
神󠄀日本磐余彥天皇、諱彥火火出見、彥波瀲武 鸕鷀󠄁草葺不合尊󠄁 第四子也。母曰玉依姬󠄁、海󠄀童之少女也。天皇生 而明󠄁達󠄁、意󠄁礭如也、年十五 立爲太子。長 而娶日向國吾田邑吾平󠄁津媛󠄁、爲妃、生手硏耳命。—日本書紀
また、第12代の景行天皇が子湯県の丹裳小野を訪れ朝日を見た際に従者に「この国は日の出の方を直に向いている」と述べたことから「日向国」となった逸話があり、景行天皇と御刀媛（みはかしひめ）の息子の豊国別皇子が日向国造の祖となったことも記している。
十三年夏五月󠄁、悉平󠄁襲國。因以居於高屋宮已六年也、於是其國有佳人、曰御刀媛󠄁。御刀、此云彌波迦志、則召爲妃。生豐國別皇子、是日向國造󠄁之始祖󠄁也。

十七年春三月󠄁戊戌朔己酉、幸子湯縣、遊󠄁于丹裳小野、時東望󠄂之謂左右曰「是國也直向於日出方。」故號其國曰日向也。
さらに、壬申の乱で天皇となった第40代天武天皇のあとの律令制により、あらためて西海道の日向国が令制国として成立した。
読みは、日本書紀には「宇摩奈羅麼、譬武伽能古摩（うまならば、ひむかのこま = 馬ならば日向の駒）」とある。
したがって、日向国は古くはひむかのくにであったところ、国造制度で新たな日向国ができ、律令制からのちはひゅうがのくにと呼ばれたと考えることもできるが、「譬武伽」を日向国とするには検討が必要という指摘もある。

## 地理
古事記は、古代九州は筑紫島・筑紫洲（つくしのしま）と呼ばれ、白日別、豊日別、 建日向日豊久士比泥別 、 建日別の4面があったとしているが、日向国がこの4面のどこにあったかについては諸説ある。なお、『日本書紀』にはこの記述はなく、『先代旧事本紀』では筑紫国、豊国、肥国、日向国の4面を挙げている。
次󠄁生筑󠄁紫嶋、此嶋亦、身一 而 有面四。每面 有名。故、筑󠄁紫國 謂 白日別、豐國 謂 豐日別、肥國 謂 建󠄁日向日豐久士比泥別（自久至泥以音󠄁）、熊曾國 謂 建󠄁日別（曾字以音󠄁）。
日向国は、宮崎県や鹿児島県の本土部分を含む広域に渡っていたが、大宝2年（702年）には、隼人の反乱の端緒となった薩摩・多褹の叛乱が起きたため、現在の鹿児島県部分の西部は分割され唱更国（後の薩摩国）となり、また、和銅6年（713年）4月3日には、肝属郡、囎唹郡、大隅郡、姶羅郡の4郡が分割され大隅国となった。
| 郡     | 郷                                             |
| ------ | ---------------------------------------------- |
| 臼杵郡 | 高日郷、速日郷 、高千穂郷 、都農郷、高鍋郷     |
| 児湯郡 | 檍原郷、喜理島郷、橘小戸郷、佐土原郷、来理島郷 |
| 那河郡 | 中川郷、吉田郷、明郷、芹本郷、吾平郷           |
| 宮崎郡 | 日殿郷、太宮郷、松原郷、秋山郷、谷郷、三浦郷   |
| 諸縣郡 | 縣郷、高屋郷、折本郷、玉屋郷、坂本郷、枝郷     |

また日向国には「五郡八院」という呼称があり、上記の5郡による行政区画と、真幸院、三俣院、穆佐院、新納院、飫肥院、土持院、櫛間院、救仁院の8院による租税区画に分けられ統治されていた。ただし、8院も行政区分としては5郡の中に抱含される存在であり、後年の豊臣政権による九州国分で島津久保に「真幸郡」を与える書状が作成されたため、これを真幸院のことと認識する豊臣政権と真幸院が所属する諸県郡のことと認識する島津氏の間で解釈が割れてしまい、最終的に島津側が譲歩を勝ち取る形となっている。
江戸時代の藩については後述するが、米良・椎葉地域が肥後との間で近世初期まで曖昧であった等の領域の変化はあった。ただし、郡構成は明治初期まで変化はなかった。
1883年（明治16年）の宮崎県再置の際、諸県郡は宮崎県に属する北諸県郡と鹿児島県の南諸県郡（志布志郷、大崎郷、松山郷の3郷）に分割され、さらに翌年、宮崎県の北諸県郡から西諸県郡・東諸県郡が分立し、那珂郡が北那珂郡・南那珂郡、臼杵郡が東臼杵郡・西臼杵郡にそれぞれ分割された。

### 領域
明治維新直前の領域は、現在の宮崎県から西都市の一部（上揚・銀鏡・八重・中尾・尾八重・寒川）、児湯郡木城町の一部（中之又）、児湯郡西米良村の全域を除き、鹿児島県の一部（下記）を加えた区域に相当する。
- 曽於市の一部（財部町下財部・大隅町月野・大隅町境木町・大隅町荒谷）
- 志布志市
- 曽於郡大崎町

宮崎県内の例外となっている区域は肥後国であったが、1872年（明治5年）に日向国に編入されている。鹿児島県内の区域のうち曽於市財部町下財部は1871年（明治4年）に、それ以外は1897年（明治30年）に大隅国に移管されている。

## 歴史

### 弥生時代まで
日向地域では旧石器時代の遺跡も発見されており、縄文時代については、塚原遺跡で辰砂を使った赤彩土器が出土している。
弥生時代の日向地域は、青銅器の欠如と、抉り入り方形石包丁の存在という特色がある一方、渡来鉄器や中九州地方の鉄器が出土している。
この時代の日向については『古事記』、『日本書紀』に多く現れるが、天照大神と素戔男尊の孫にあたる瓊瓊杵尊が高千穂の峰に降臨したという天孫降臨の逸話、また、その弟の饒速日命（にぎはやひのみこと）が天照大神から十種の神宝を授かり天磐船で近畿地方に天降って稲作を伝えた逸話、瓊瓊杵尊の息子の彦火火出見尊（山幸彦）が兄の彦火火出見尊（海幸彦）を懲らしめ、隼人が天皇に仕える理由は海山彦の子孫であるためとする山幸彦と海幸彦の逸話、また、山幸彦と豊玉姫の息子の鸕鶿草葺不合尊と玉依姫が、初代天皇神武天皇の父母である旨、また、神武天皇が日向から出立し、筑紫国の菟狭国造である菟狭津彦（宇佐氏の祖）が特別に造営した宮などに滞在してから東征した神武東征の逸話がある。祖母山を祀るなどの山岳信仰もあった。

### 古墳時代
古墳時代になると大陸の部民制の影響も強まり、技術も発達して、今井野遺蹟（延岡市）では鉄器製造の鍛冶工房跡が発見されている。
4世紀以降は新田原・茶臼原・西都原・本庄・六野原・生目といった畿内型古墳群が展開した。
また日本書紀神功皇后紀では、現在は住吉三神となっている底筒男（そこつつのお）・中筒男（なかつつのお）・表筒男（うわつつのお）の3神が、日向国の橘小戸郷に在するとされている。
於 日向國 橘小門之水底所󠄁居 而水葉稚之出居神󠄀、名表筒男・中筒男・底筒男神󠄀之有也

### 熊曽討伐

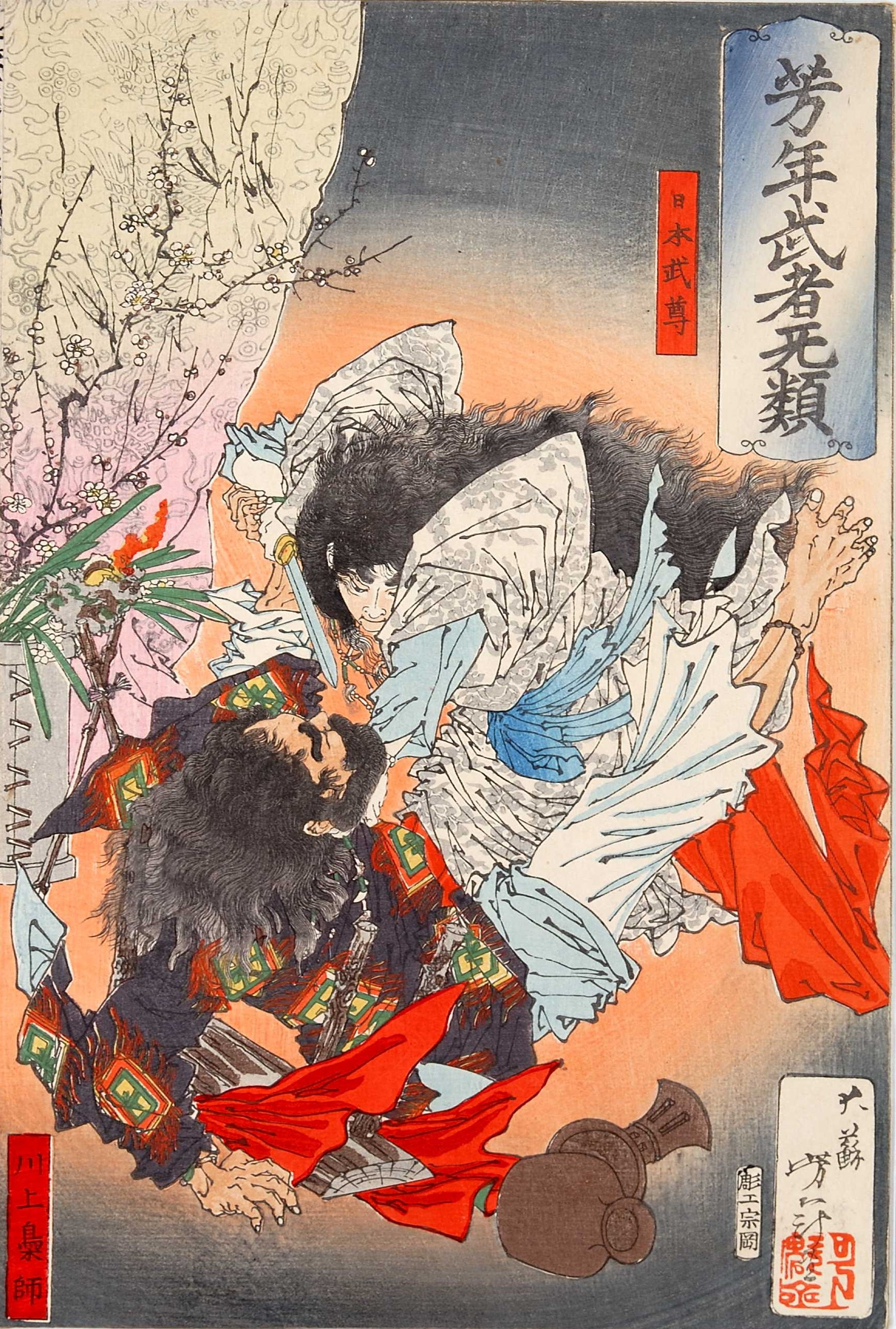
日本武尊と川上梟帥。月岡芳年画

『古事記』では、第12代景行天皇の息子の小碓命が命により熊曽討伐をした征西説話が記述されている。この中で小碓命が熊曽建を討ち、以後「倭建命」を名乗ったとしている。一方、『日本書紀』では景行天皇自らが熊襲の平定に赴いており、高屋宮を拠点として襲国を平定しており、のちに再び熊襲が反乱を起こした際、天皇の息子の日本童男が川上梟帥を討ち「日本武尊」を名乗った。
また、『日本書紀』や「天皇本紀」（『先代旧事本紀』第7巻）は、こののちに景行天皇の息子の豊国別皇子が日向国造となった旨を記しているが、「国造本紀」（『先代旧事本紀』第10巻）は豊国別皇子の三世孫・老男が第15代の応神天皇期に日向国造に任じられたと記している。
歴史学界のうち、考古学界の大勢では実在天皇の可能性は応神天皇以降にあるとされており、以上はむしろ応神・仁徳の記述の伏線であるという説もある。

### 飛鳥・奈良・平安時代
古墳群の存在は、その首長と近畿地方の政治勢力とが政治的関係にあったことを示しており、記紀の第15代応神天皇・第16代仁徳天皇の記述には諸県君を巡る説話があるが、記紀の日向神話はこうした政治関係を背景として成立したものであり、5世紀代に豪族が出仕したものとする推測もある。
一方、7世紀初頭には藤原京で冠位十二階などの制度改革があったところ、6世紀から7世紀中期にかけての日向国については、第33代の推古天皇期の「馬ならば日向の駒」という記載程度しかなく、中央と日向との関係の実態は明らかでない。
また、7世紀後半から8世紀前半の南九州の隼人とのあいだの政治情勢との関係も指摘されている。隼人は壬申の乱により天皇となった第40代の天武天皇（在位673年-686年）からのち、記紀が編纂される7世紀末から8世紀前期に4回の反乱を起こしているので、天皇による南九州の統治を正当化し、隼人が服属すべき理由を過去にさかのぼって説明したものと考える説もある。
日向国は続日本紀の文武天皇2年（698年）9月28日条にも現れるが、この日向国の成立時期は明らかでなく、7世紀末からの律令制成立に伴い改めて7世紀中期以降に設けられたと見られている。当初は薩摩国・大隅国を含む領域を有しており、7世紀末の段階では日向国は対隼人の最前線に位置づけられていた。大宝2年 （702年） に唱更国（後の薩摩国）、和銅6年 （713年）に大隅国が分立した。
令制では大上中下のうちの中国とされ、中央から守、介、掾、目の四等官とそれを補佐する史生が派遣された。中国では通常欠員とされる介が正式におかれ四等官がそろっている。なお、史書に残るものは左遷人事が多い。遠国であったため、掾以下の人事や四度使の監査など、大宰府の強い管理下に置かれた。
8世紀前半には『日向国風土記』が編纂されているが、これは当時の西海道節度使だった藤原宇合が九州の各地域の風土記として豊後国風土記などとともに完成させたものであるという説がある。
弘仁6年（815年）には軍団1団500人の兵士を持っていた。この年以前には軍毅1人が指揮したが、以降は補佐に1人を加えて大毅1人、少毅1人になった。

### 鎌倉時代
1185年（文治元年）惟宗忠久が、主筋である近衛家の島津荘（南九州にあった大荘園）の下司職に補任され、地頭職も兼任した。その地名から島津（嶋津）左衛門尉と称した。忠久は1197年（建久8年）に薩摩・大隅にあわせ日向の初代守護職に任じられた。しかし、忠久が、1203年（建仁2年）、比企能員の変に連座し、三州守護職と薩摩国を除く地頭職を剥奪されると、日向国守護職及び日向島津荘の地頭職は、赤橋流北条氏に伝えられることとなった。
日向国北部一帯を有した宇佐神宮の宇佐宮荘においては、東部の縣（読み:あがた、現在の延岡市周辺。市内には安賀多の地名が残っている）一帯を土持氏が、西部山間部（現在の高千穂町周辺）を大神氏の流れをくむ三田井氏が地頭として勢力を有していたが、鎌倉御家人の伊東氏が地頭職を得、既存在地勢力と対立しつつ、支配を定着させていった。

### 室町時代
南北朝時代においては、北朝方より南九州の大将として畠山直顕が日向国に派遣され、南朝方の勢力と対立したが、島津氏など在地勢力は北朝と南朝との間を転々することにより、畠山直顕の支配に抵抗した。直顕は観応の擾乱において足利直義に味方し、足利尊氏方に味方した島津氏と争い敗れた。その後も九州探題が南九州に影響を伸ばそうとするも失敗し、やがて日向国の守護職は島津氏が世襲するようになる。ただし、全国の例に違わず、日向国も群雄割拠の状況となり、南北朝から室町時代中期にかけては、北部は土持氏、中央部は伊東氏、南西部は北原氏、南東部は豊州島津氏、北郷氏、新納氏といった島津一族を中心として、各地の国人領主を吸収しながらの勢力争いが展開された。
そのうち、土持氏が伊東氏に攻められ勢力を縮小、伊東氏に糾合されたり豊後の大友氏に臣従するようになる。戦国時代になると、新納氏が薩州島津氏により領地を追われ、北原氏は姻戚関係にあった伊東義祐により、禅宗と真宗で家中が二分している中での家督問題に附け込まれて、大隅国にまで拡がっていた全領地を乗っ取られる。更に義祐により豊州島津氏が飫肥から追い出されたため、伊東氏が日向国の主要部分を支配するに至ったが、1572年の木崎原の戦いにより伊東氏の主要な臣下が多数失われ、また義祐の奢侈により領内に隙が生じており、そこを突くように薩摩・大隅の統一を果たした島津氏が北上してきた。滅亡の危機に立った義祐は豊後の大友義鎮を頼ったが、島津氏が1578年の耳川の戦いにおいて大友氏に大勝し、日向国一円を支配することとなった。しかし、1587年秀吉の九州征伐を受け、島津氏が降伏すると、日向国は功のあった大名に分知された。

### 江戸時代
日向国に大きな大名は置かれず、天領と小藩に分割された。延岡藩、高鍋藩、佐土原藩（薩摩藩支藩）、飫肥藩。この他、隣の大隅国から大きくはみ出るように薩摩藩が南部の大部分を占める諸県郡を領有し、肥後国の人吉藩も領地を持った。

### 近世以降の沿革
- 「旧高旧領取調帳」に記載されている明治初年時点での国内の支配は以下の通り（377村・417,393石2斗5升）。太字は当該郡内に藩庁が所在。国名のあるものは飛地領。
  - 臼杵郡（73村・42,290石余） - 幕府領（西国筋郡代・人吉藩預地）、延岡藩、高鍋藩
  - 那珂郡（80村・107,494石余） - 幕府領（飫肥藩預地）、旗本領、飫肥藩、佐土原藩、高鍋藩
  - 児湯郡（52村・59,552石余） - 幕府領（西国筋郡代）、高鍋藩、佐土原藩
  - 宮崎郡（31村・39,982石余） - 幕府領（飫肥藩預地）、旗本領、延岡藩、飫肥藩
  - 諸県郡（141村・168,073石余） - 幕府領（西国筋郡代）、旗本領、高鍋藩、薩摩鹿児島藩
- 慶応4年
  - 閏4月25日（1868年6月15日） - 人吉藩預地を除く幕府領が富高県の管轄となる。
  - 8月17日（1868年10月2日） - 富高県の管轄区域が日田県の管轄となる。
- 明治4年
  - 2月 - 領知替えにより、日田県の管轄区域が延岡藩領となる。人吉藩預地が日田県の管轄となる。
  - 6月 - 日田県の管轄地域が人吉藩領となる。
  - 7月14日（1871年8月29日） - 廃藩置県により、延岡県、高鍋県、佐土原県、飫肥県および人吉県、鹿児島県の飛地となる。
  - 11月14日（1871年12月25日） - 第1次府県統合により、臼杵郡・児湯郡および那珂郡・宮崎郡・諸県郡の各一部（おおむね大淀川以北）が美々津県、那珂郡・宮崎郡・諸県郡の各残部が都城県の管轄となる。
- 明治5年（1872年） - 肥後国球磨郡小川村・越野尾村・銀鏡村・上揚村・八重村・中尾村・村所村・板谷村・竹原村・横野村・上米良村・寒川村・中之又村・尾八重村の所属郡が児湯郡に変更[20]。
- 明治6年（1873年）1月15日 - 全域が宮崎県（第1次）の管轄となる。
- 明治9年（1876年）8月21日 - 第2次府県統合により鹿児島県の管轄となる。
- 明治16年（1883年）5月9日 - 諸県郡の一部を除いて宮崎県（第2次）の管轄となる。鹿児島県諸県郡が南諸県郡となる。
- 明治30年（1897年）4月1日 - 南諸県郡・大隅国東囎唹郡の区域をもって大隅国囎唹郡が発足。旧・南諸県郡域が大隅国の所属となる。

## 国内の施設

### 国府

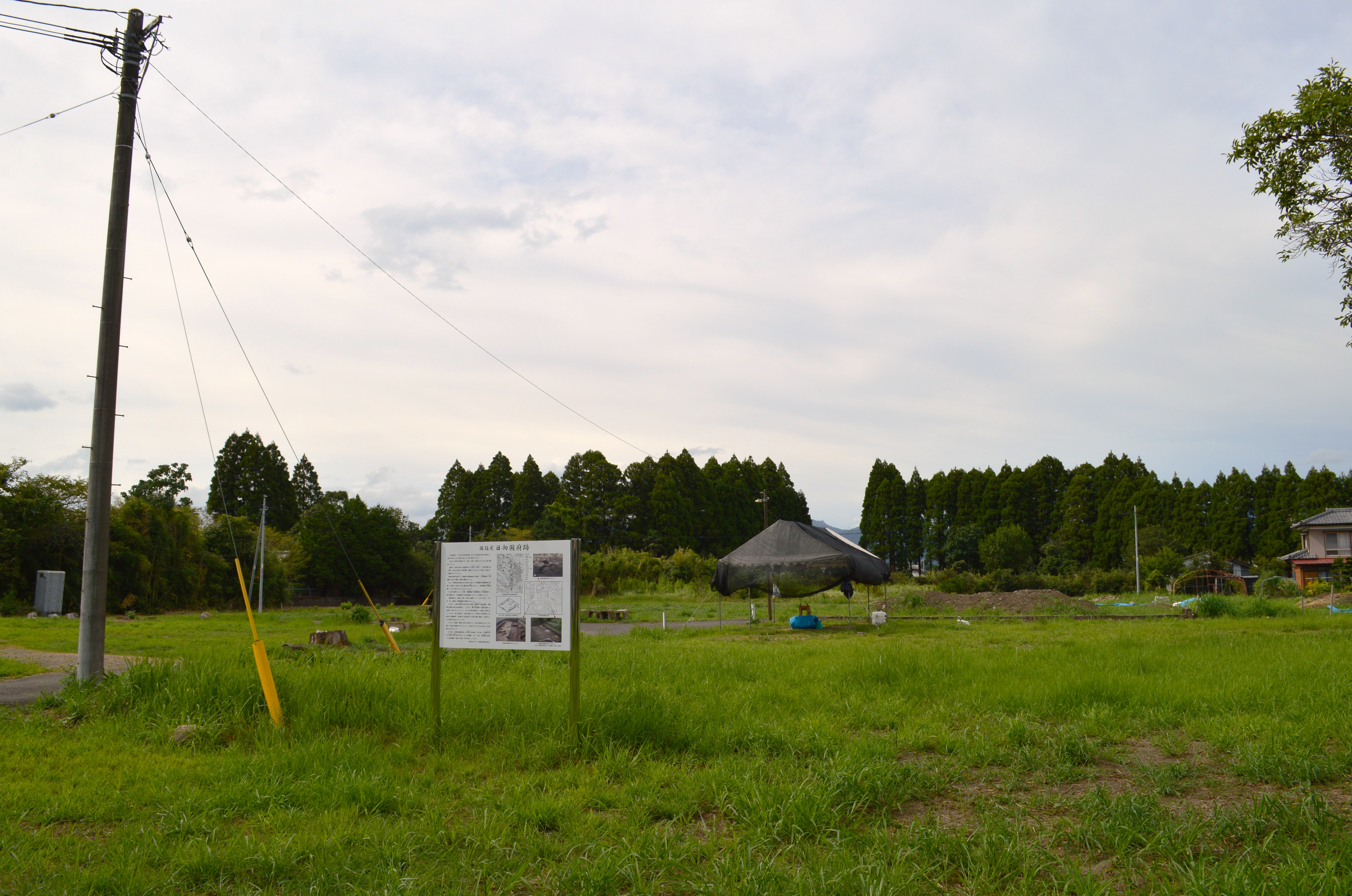
寺崎遺跡（宮崎県西都市）
日向国府跡。

国府は『色葉字類抄』によると、児湯郡にあった。西都市大字右松の寺崎遺跡と推定されていたが、国衙も発見、児湯郡内で国庁の建物が調査されている。

### 国分寺・国分尼寺
日向国分寺
宮崎県西都市妻町三宅国分。

### 神社
延喜式内社
『延喜式神名帳』には、以下に示す小社4座4社が記載されている（「日向国の式内社一覧」参照）。大社はない。
- 児湯郡 都農神社 （児湯郡都農町川北）
- 児湯郡 都萬神社 （西都市妻）
- 宮埼郡 江田神社 （宮崎市阿波岐原町）
- 諸県郡 霧島神社 - 論社4社。

これら4社は「日向四社」と呼ばれ、日向国内で特に格式の高い神社とされている。
総社・一宮以下
- 総社 都萬神社
- 一宮 都農神社

二宮以下は不詳であるが、都萬神社が二宮であるとする説もある。

### 安国寺利生塔
- 安国寺 - 宮崎県日南市飫肥にあった。

## 地域

### 郡
- 臼杵郡
- 児湯郡
- 那珂郡
- 宮崎郡
- 諸県郡

### 江戸時代の藩
- 延岡藩、高橋家（5万石）→有馬家（5万石→5.3万石）→三浦家（2.3万石）→牧野家（8万石）→内藤家（7万石）

現延岡市を中心とした県北一帯。飛地として、現宮崎市北部。
- 高鍋藩、秋月家（3万石→2.7万石）

現児湯郡高鍋町周辺や美々津。飛地として、串間市周辺と宮崎市の一部。
- 飫肥藩、伊東家（5.7万石→5.4万石→5.1万石）

現日南市、宮崎市南部
- 佐土原藩（薩摩藩支藩、3万石→2.7石）

現宮崎市佐土原町及び周辺地域一帯、西都市南部
- 天領：現宮崎市周辺（宮崎市佐土原町一帯を除く）、日向市、国富町本庄、西都市北部
  - 西国筋郡代（役所は日田代官所）配下、出張所として富高陣屋（現日向市）を置き、支配にあたった。

その他、以下が日向国に領地を有していた。
- 薩摩藩（島津氏）：現宮崎県南西部一帯および鹿児島県志布志市、大崎町など。
  - 都城領主館　都城島津氏（北郷氏）　：現都城市
- 人吉藩（相良氏）：現宮崎県西部山間部
- 交代寄合の米良家の米良陣屋：現西米良村、西都市西部、木城町中之又。美々津県時代に八代県球磨郡から移管。

## 人物

### 国司

#### 日向守
- 安倍黒麻呂、天平宝字5年（761年）頃。藤原広嗣の乱における広嗣捕縛（740年（天平12年）の功をひくものか?）
- 田口大戸、天平宝字6年（762年）任官
- 笠不破麻呂、天平宝字7年（763年）任官
- 陽侯令珍、天平宝字7年（763年）任官
- 大津大浦、天平神護元年（765年）任官、左遷人事
- 犬上望成、大同4年（809年）任官
- 甘南備浜吉、弘仁5年（814年）任官
- 八田桑田麻呂、弘仁6年（816年）任官
- 香山全継、弘仁14年（828年）任官
- 秦氏継、承和9年（842年）任官
- 淡海真浄、承和12年（845年）任官
- 継岑王、嘉祥3年（850年）任官
- 藤原頴基、斉衡2年（855年）任官
- 阿部弘行、元慶5年（881年）任官
- 大江玉淵、仁和2年（886年）任官
- 源重之
- 藤原保昌
- 藤原通憲（信西）
- 惟宗基言 - 島津氏の祖惟宗忠久（島津忠久）の祖父に当たるとされる。

#### 日向介・権介
- 三形王 782年（天応2年）任官、左遷人事。
- 藤原末茂 784年（延暦3年）任官、左遷人事。
- 百済王俊哲 787年（延暦6年）任官、左遷人事。

#### 日向掾・権掾
- 藤原乙縄 757年（天平宝字元年）任官、左遷人事。
- 藤原粟作 842年（承和9年）任官、左遷人事。

### 守護

#### 鎌倉幕府
- 1197年 - 1203年 - 島津忠久
- 1280年 - ? - 北条久時
- ? - 1333年 - 北条氏

#### 室町幕府
- 1333年 - 1335年 - 島津貞久
- 1335年 - 1336年 - 細川頼春
- 1337年 - 大友氏泰
- 1338年 - ? - 島津貞久
- 1345年 - 1352年 - 畠山直顕
- 1353年 - ? - 一色直氏
- 1357年 - 1364年 - 一色範親
- 1375年 - ? - 島津氏久
- 1383年 - 1384年 - 大友親世
- 1384年 - ? - 今川貞世
- 1391年 - 1411年 - 島津元久
- 1411年 - 1425年 - 島津久豊
- 1425年 - 1470年 - 島津忠国
- 1470年 - 1474年 - 島津立久
- 1474年 - 1507年 - 島津忠昌
- 1507年 - 1515年 - 島津忠治
- 1515年 - 1519年 - 島津忠隆
- 1519年 - 1527年 - 島津勝久
- 1527年 - 1566年 - 島津貴久

### 戦国時代

#### 戦国大名
- 日向伊東氏：日向の最大勢力。島津氏に敗れ1576年に一時没落するが、豊臣秀吉の九州征伐で戦功をあげた功績により、再び大名として復活を遂げる。
- 土持氏：日向守護代。日向北部に勢力を持ち、後に伊東氏と対抗した。1580年、大友宗麟に敗北し滅亡。
- 北郷氏；島津氏の支流。都城付近を領有し、北原氏・伊東氏と争った。
- 北原氏：真幸院（現えびの市・小林市）と周辺を領有していたが、伊東氏の謀略により衰退。
- 島津氏：日向・大隅・薩摩守護。1576年に日向を征服、さらに進出しほぼ九州統一にいたるも、豊臣秀吉の九州征伐により敗走。薩摩・大隅2カ国と日向真幸院を所領とする。

#### 豊臣政権の大名
- 伊東祐兵：清武・曾井2万8千石→飫肥5万7千石、1587年 - 1600年（関ヶ原の戦い後も本領安堵、飫肥藩に）
- 秋月種長：串間3万石、1587年 - 1600年（関ヶ原の戦い後も本領安堵、政庁を移し高鍋藩に）
- 高橋元種：縣（延岡）5万3千石、1587年 - 1600年（関ヶ原の戦い後も本領安堵、延岡藩に）
- 島津豊久：高城2万8千石、1587年 - 1600年（豊久は関ヶ原の戦い後で戦死するが、島津以久が跡をつぎ、薩摩藩支藩佐土原藩に）

### 武家官位としての日向守

#### 江戸時代以前
- 蒲池武久
- 三好長逸
- 飯森盛春
- 明智光秀 1575年（天正3年）任官。
- 小西行長

#### 江戸時代
- 水野家宗家（備後福山藩・下総結城藩藩主）
  - 水野勝成：初代藩主
  - 水野勝貞：第3代藩主
  - 水野勝政：第7代藩主
  - 水野勝庸：第8代藩主
  - 水野勝前：第9代藩主
  - 水野勝起：第10代藩主
  - 水野勝剛：第11代藩主
  - 水野勝愛：第12代藩主
  - 水野勝進：第13代藩主
  - 水野勝任：第14代藩主
  - 水野勝知：第15代藩主
- 伊勢亀山藩石川家
  - 石川総純：第3代藩主
  - 石川総博：第4代藩主
  - 石川総紀：第8代藩主
  - 石川成之：第11代藩主
- 下野宇都宮藩戸田家
  - 戸田忠真：下総佐倉藩、越後高田藩主、下野宇都宮藩初代藩主、老中
  - 戸田忠余：第2代藩主
  - 戸田忠盈：第3代藩主、肥前島原藩初代藩主
  - 戸田忠延：（第二期）第3代藩主
- 摂津高槻藩永井家
  - 永井直清：初代藩主
  - 永井直種：第3代藩主
  - 永井直達：第4代藩主
  - 永井直進：第9代藩主
  - 永井直諒：第13代藩主
- 越後糸魚川藩松平家
  - 松平堅房：第3代藩主
  - 松平直紹：第4代藩主
  - 松平直益：第5代藩主
  - 松平直春：第6代藩主
  - 松平茂昭：第7代藩主、松平福井藩第17代藩主
  - 松平直静：第8代藩主
- その他
  - 有馬温純：越前丸岡藩主
  - 石川家成：美濃大垣藩主
  - 酒井忠能:上野伊勢崎藩（那波藩）主、信濃小諸藩主、駿河田中藩主
  - 佐久間安長：信濃飯山藩主
  - 牧野貞喜：常陸笠間藩主
  - 松平信之：播磨明石藩、大和郡山藩、下総古河藩主、老中
  - 水野忠幹：信濃松本藩主
  - 毛利就隆：周防下松（のち徳山）藩主

## 日向国での合戦
- 1379年 : 蓑原の合戦
- 1572年 : 木崎原の戦い
- 1578年 : 耳川の戦い
- 1587年 : 根白坂の戦い
- 1599年 : 庄内の乱